# Saint-Capraise-de-Lalinde
Saint-Capraise-de-Lalinde là một xã, nằm ở tỉnh Dordogne vùng Aquitaine của Pháp. Xã này có diện tích 3,83 km², dân số năm 2004 là 554 người. Xã nằm ở khu vực có độ cao trung bình 40 m trên mực nước biển.

## Thông tin nhân khẩu
| Năm    | 1962 | 1968 | 1975 | 1982 | 1990 | 1999 | 2004 |
| ------ | ---- | ---- | ---- | ---- | ---- | ---- | ---- |
| Dân số | 460  | 485  | 506  | 555  | 584  | 531  | 554  |